# Manuel Moller Bordeu
Manuel Moller Bordeu (Concepción, 20 de junio de 1889-Santiago, 6 de agosto de 1963) fue un agricultor y político chileno, miembro del Partido Radical (PR). Se desempeñó como diputado de la República en representación de la 19.ª Agrupación Departamental de Laja, Nacimiento y Mulchén, durante dos periodos legislativos consecutivos entre 1945 y 1953.

## Familia y estudios
Nació en la comuna chilena de Concepción el 20 de junio de 1889, hijo de Alberto Moller Zerrano y Noemí Bordeu Olivares. Sus hermanos Fernando, Alberto y Víctor Moller Bordeu, también militantes radicales; se desempeñaron de igual manera como políticos.
Realizó sus estudios primarios en el Colegio Alemán y los secundarios en el Instituto Técnico Comercial, ambos de Concepción.
Se dedicó a la agricultura y explotó la hacienda "Negrete" en la localidad de Coigue, en sociedad con su hermano Víctor. Fue miembro de la Sociedad Nacional de Agricultura (SNA).

## Carrera política
Militó en el Partido Radical (PR), donde desarrolló diversas actividades directivas en la ciudad de Nacimiento. Asistió como delegado a las convenciones de Viña del Mar, Santiago y a la Convención Extraordinaria de Santiago, en 1937. Fue alcalde de las comunas de Negrete y Nacimiento.
En las elecciones parlamentarias de 1945, fue elegido como diputado por la Decimonovena Agrupación Departamental (correspondiente a los departamentos de Laja, Nacimiento y Mulchén), por el periodo legislativo 1945-1949. Durante su gestión integró la Comisión Permanente de Agricultura y Colonización.
En las elecciones parlamentarias de 1949, obtuvo la reelección diputacional por la Agrupación mencionada, por el periodo 1949-1953. En esa oportunidad fue diputado reemplazante en la Comisión Permanente de Defensa Nacional y en la de Asistencia Médico-Social e Higiene; integró además, la Comisión permanente de Agricultura y Colonización.
Falleció en Santiago de Chile el 6 de agosto de 1963, a los 74 años.